# 金本位制復帰論争
金本位制復帰論争（きんほんいせいふっきろんそう）は、1925年、イギリスにおいて金本位制を復活させるかどうかについて、時の蔵相ウィンストン・チャーチルと経済学者ジョン・メイナード・ケインズによって繰り広げられた論争である。同時代の日本での同様の論争については金解禁を参照のこと。

## 概要
戦前平価での金本位制に反対したケインズは、『チャーチル氏の経済的帰結』を発表し、チャーチルを批判した。

## 結果
1929年に起きた世界恐慌により、イギリスでは、1931年に金本位制が停止された。1936年にケインズは『雇用・利子および貨幣の一般理論』を出版した。